# Dicyclopentadieen
Dicyclopentadieen is het dimeer van cyclopentadieen. In zuivere toestand is het een vluchtige vaste stof met een karakteristieke geur. Het technisch product is een vloeistof met een smeltpunt van 11 tot 13 °C.

## Synthese
Dicyclopentadieen is een van de stoffen die gevormd worden bij het stoomkraken van nafta en gasolie tot etheen. Daarnaast kan het bereid worden in een diels-alderreactie van 2 cyclopentadieen-moleculen.

## Toepassingen
Vrijwel alle dicyclopentadieen wordt gebruikt als (co-)monomeer van kunstharsen, vooral onverzadige polyesters, en synthetische rubbers, bijvoorbeeld EPDM. Poly(DCPD), met enkel dicyclopentadieen als monomeer, is een thermohardend kunsthars dat als "engineering plastic" in technische toepassingen gebruikt wordt. Bij de productie moet men zorgen dat het restgehalte aan monomeer laag genoeg is, want anders geeft dit aan het hars een onaangename geur.
Het wordt ook gebruikt in vlamvertragende middelen. Dicyclopentadieen is in het verleden ook gebruikt als plantengroeiregelaar en afweermiddel (vanwege de reuk) in de landbouw. Deze toepassing is niet meer toegelaten in de Europese Unie.

## Toxicologie en veiligheid
Dicyclopentadieen ontleedt bij verwarming boven 100 °C tot cyclopentadieen. Deze reactie is omkeerbaar: bij kamertemperatuur dimeriseert cyclopentadieen langzaam tot dicyclopentadieen volgens een diels-alderreactie.
Dicyclopentadieen is irriterend voor de ogen, de huid en de luchtwegen.
In het milieu is het stabiel en persistent. Het heeft ook een vrij hoge bioconcentratiefactor van 221 in vissen.